# Contea di Spotsylvania
La contea di Spotsylvania (in inglese Spotsylvania County) è una contea dello Stato della Virginia, negli Stati Uniti. La popolazione al censimento del 2000 era di 90 395 abitanti. Il capoluogo di contea è Spotsylvania Courthouse. Il suo nome deriva da Alexander Spotswood (1676-1740), governatore della Virginia fra il 1710 e il 1722.